# Икар, Луи
Луи Жюстен Лоран Икар (фр. Louis Justin Laurent Icart; 13 ноября 1888, Тулуза — 29 декабря 1950, Париж) — французский художник, рисовальщик, гравёр и иллюстратор.

## Биография

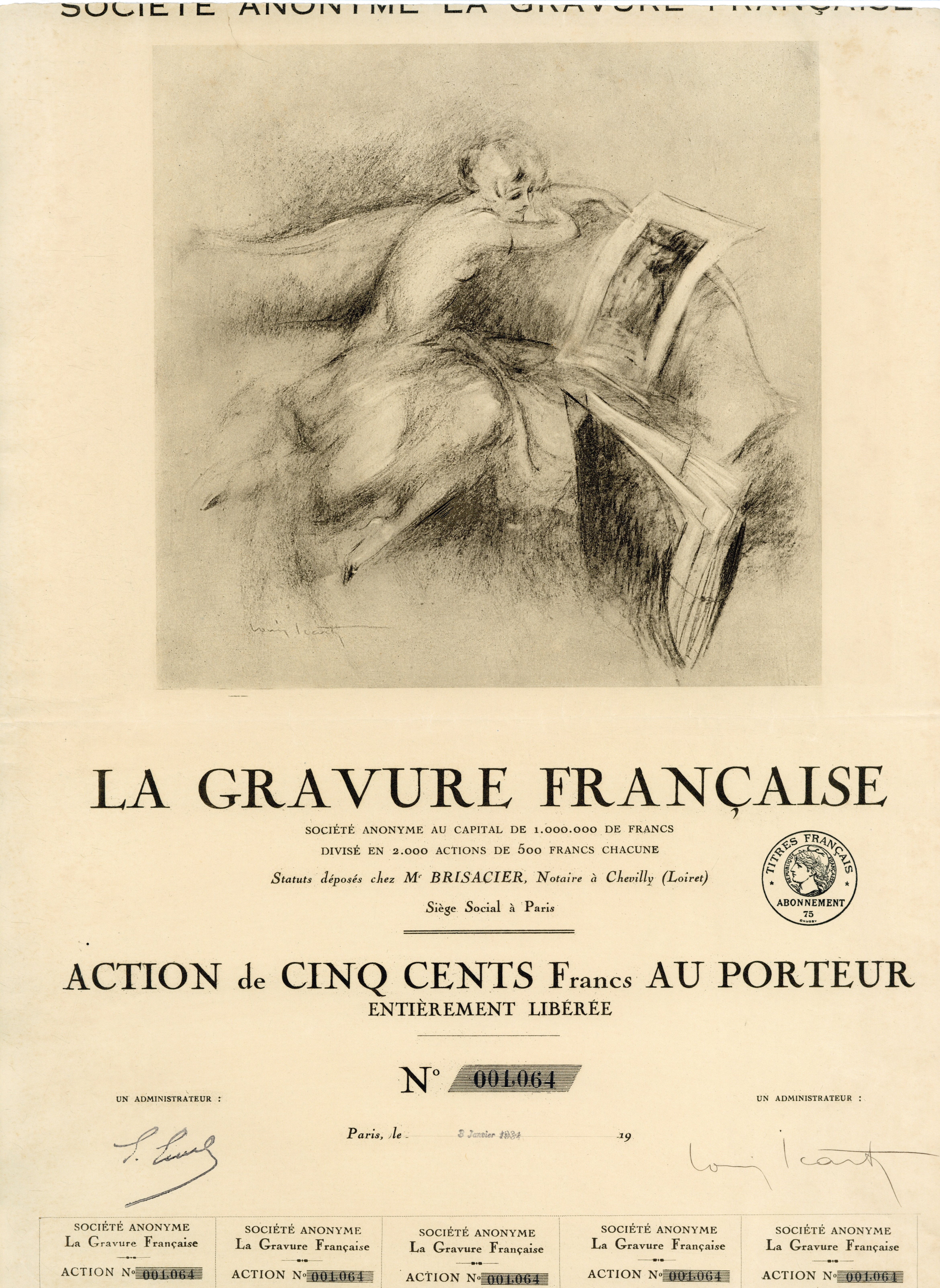
Акция La Gravure Française Société Anonyme на 500 франков, выпущенная в Париже 3 января 1934 года по дизайну Луи Икарта и с его личной подписью в качестве директора компании, основанной им мастерской художников

Луи Жюстен Лоран Икар родился в Тулузе, Франция, в семье Жана и Элизабет Икар. 
Он рано начал рисовать. Его тётя, впечатленная его талантом во время визита, привезла его в Париж в 1907 году, где он посвятил себя живописи, рисунку и созданию многочисленных офортов.
Икар участвовал в Первой мировой войне в качестве лётчика-истребителя. За это время он сделал множество набросков и офортов на патриотические темы. По возвращении с войны он сделал отпечатки своих работ, в основном используя акватинту и сухое офортное стекло. Из-за большого спроса он часто публиковал две версии, одну для европейского, а другую для американского рынка.
В 1914 году он познакомился с восемнадцатилетней «прекрасной блондинкой» Фанни Вольмерс, сотрудницей дома моды Paquin, на которой впоследствии женился и которая стала моделью для многих его работ.
В 1920 году он выставился в парижской галерее Симонсона, где получил смешанные отзывы. В 1922 году Луи Икар вместе с Фанни отправился в Нью-Йорк на свою первую американскую выставку, которая сначала была показана в галерее Бельмезон в универмаге Джона Ванамейкера, а затем Филадельфии. За пятьдесят показанных картин маслом он снова получил смешанные отзывы.
К началу 1920-х годов, когда стиль арт-деко завладел парижской художественной сценой, его произведения стали чрезвычайно популярным на арт-рынке. Успех в 1930 году позволил ему купить великолепный дом на холме Монмартр на севере Парижа. В 1932 году Икар показал в нью-йоркских галереях Метрополитен коллекцию картин под названием Les Visions Blanches, которая, однако, привлекла мало внимания, поскольку он лично не сопровождал выставку.
После западной кампании Германии Икар обратился к более серьёзным темам. Вместе с L'Exode он создал серию работ, документирующих ужасы оккупации Франции во время Второй мировой войны, начиная с 1940 года. В это время Икар был вынужден бежать из Парижа и оставить некоторые из этих работ, которые были вновь обнаружены на чердаке парижской художественной академии вместе с некоторыми из его более ранних работ только в 1970-х годах.
Икар умер в своём парижском доме в 1950 году.